# فاديم جان
فاديم جان (بالإنجليزية: Vadim Jean)‏ هو كاتب سيناريو ومخرج بريطاني، ولد في 9 ديسمبر 1963 في برستل في المملكة المتحدة.

## وصلات خارجية
- فاديم جان على موقع IMDb (الإنجليزية)
- فاديم جان على موقع ألو سيني (الفرنسية)
- فاديم جان على موقع أول موفي (الإنجليزية)
- فاديم جان على موقع قاعدة بيانات الأفلام السويدية (السويدية)
- فاديم جان على موقع قاعدة بيانات الفيلم (الإنجليزية)
- فاديم جان على موقع كينوبويسك (الروسية)